# Партнахклам
Партнахклам (на немски: Partnachklamm) е ждрело на река Партнах над Гармиш-Партенкирхен в Баварските Алпи, Германия. Обявено е за природна забележителност през 1912 г.

## Описание
На това мяст река Партнах (тя започва от подножието на най-високия връх в района - Цугшпице) е все още малка, но по време на пролетното стеготопене е буйна и пълноводна. За няколко милиона години тя е издълбала по-меките варовикови скали, за да си направи път, по който да излезе от планините. Така се е образувала теснина със забележителна красота, която не се отличава с особени размери - дължина 702 м, най-голяма височина на отвесните скали - 80 м. Между тях реката се вие на разстояние, което често се свива до 2-3 м, макар че средното е около 15. На няколко места странични потоци се вливат в реката, образувайки великолепни водопади.

## Туризъм
Към момента на обявяванетоси за природна забележителност ждрелото не е било познато на повечето туристи. Не е имало днешните вкопани в скалите алеи и площадки, защитени с парапети. Посетителите са навлизали рискувайки живота си и с нужната екипировка. Понастоящем достъпът е съвсем лесен от Гармиш-Партенкирхен. Входът се заплаща и може да се влиза по всяко време на годината, освен инцидентно по време на снеготопенето, когато се затваря за няколко дни.
Смята се, че ждрелото е най-красиво по залез слънце, тъй като тогава светлината се мени с всяка минута и придава на скалите чудни цветове. Ето защо от юни до септември то е отворено до десет часа вечерта.